# Antonio Abati
Antonio Abati (* um 1600 in Gubbio; † Oktober 1667 in Senigallia) war ein italienischer Dichter.

## Leben
Wenig bekannt ist über das frühe Leben Abatis, der sich zu Lebzeiten einen Ruf als geachteter Dichter erwarb. 1631 lebte er in Rom und hielt sich von 1634 bis 1638 in Viterbo auf, wo er den italienischen Maler und Dichter Salvator Rosa kennenlernte. 1638 zog er nach Mailand. Er hielt sich in Brüssel bei Erzherzog Leopold Wilhelm (von 1647 bis 1656 Statthalter in den Spanischen Niederlanden) auf, der ihm auch die Anreise bezahlte. Abati blieb bis 1656 in Brüssel und kehrte dann nach Italien zurück. Er bereiste Flandern sowie Frankreich und beschrieb seine dabei gemachten, oft negativen Erfahrungen in der Satire Il viaggio. Nach seiner Rückkehr in sein Heimatland erhielt er die Patronage von Kardinal Fabio Chigi – dem späteren Papst Alexander VII. –, der ihn zum Statthalter einiger kleiner, zum Kirchenstaat gehöriger Städte – u. a. Grotte, Recanati und Frascati – ernannte. Kaiser Ferdinand III. ließ ihm zu Ehren auf Italienisch ein Akrostichon verfassen, während der öfters in Geldnot steckende Dichter viel eher eine Pension gebraucht hätte. Zuletzt wohnte Abati zurückgezogen auf einem Gut bei Senigallia, das ihm die Großherzogin der Toscana, Vittoria della Rovere, geschenkt hatte. Dort beschloss er nach langer Krankheit 1667 sein Leben.

## Werke
Anlässlich des zwischen Frankreich und Spanien geschlossenen Pyrenäenfriedens und der Hochzeit von Ludwig XIV. mit der spanischen Infantin Maria Teresa schrieb Abati das Werk Il Consiglio degli Dei, dramma per musica …, das er 1660 Kardinal Mazarin widmete und das 1671 in Bologna herausgegeben wurde.
Weitere Werke:
- Ragguagli di Parnaso contra i poetastri e partigiani delle nationi (Rom 1631 und Mailand 1638)
- Le Frascheri fasci tre (Venedig 1651), satirische Poesie in Prosa und Versform
- Poesie postume (Bologna 1671 und Venedig 1673)